# Gare de Pertuis
Gare de Pertuis vasútállomás Franciaországban, Pertuis településen.

## Vasútvonalak
Az állomást az alábbi vasútvonalak érintik:
- Lyon-Perrache-Grenoble-Marseille-vasútvonal
- Cheval-Blanc-Pertuis-vasútvonal

## Kapcsolódó állomások
A vasútállomáshoz az alábbi állomások vannak a legközelebb:
- Gare de Meyrargues